# Liste von Zeitungen in der Demokratischen Republik Kongo
Dies ist eine Liste von Zeitungen in der Demokratischen Republik Kongo.
Der Zeitungsmarkt in der Demokratischen Republik Kongo konzentriert sich fast nur auf die Landeshauptstadt Kinshasa. Dort gibt es neun regelmäßig erscheinende Zeitungen. Im ganzen Land gibt es über 200 Zeitungen, die aber nur sehr unregelmäßig erscheinen. Regelmäßig in Kinshasa erhältliche Zeitungen waren laut Darstellung der Konrad-Adenauer-Stiftung von 2010 die folgenden:
| Zeitung           | Erscheinungsweise | Website               |
| ----------------- | ----------------- | --------------------- |
| Le Potentiel      | Tageszeitung      | lepotentielonline.com |
| La Reference Plus | Tageszeitung      | lareference.cd        |
| L’Avenir          | Tageszeitung      | groupelavenir.cd      |
| Le Soft           | Wochenzeitung     | lesoftonline.net      |
| Le Palmares       | Tageszeitung      |                       |
| L’Observateur     | Tageszeitung      | lobservateur.cd       |
| Elima             | Abendzeitung      |                       |
| Boyoma            | Tageszeitung      |                       |
| Mjumbe            | Tageszeitung      |                       |

Weitere Zeitungen:
| Zeitung       | Erscheinungsweise | Website                |
| ------------- | ----------------- | ---------------------- |
| Forum des As  | Tageszeitung      | forumdesas.com         |
| La Prospérité | Tageszeitung      | laprosperiteonline.net |
| La République | Tageszeitung      | nyota.net              |